# احتجاجات كينوشا
في أعقاب إطلاق النار على جاكوب بليك، وهو رجل أمريكي من أصل أفريقي يبلغ من العمر 29 عامًا، اندلعت احتجاجات في كينوشا، ويسكونسن وأماكن أخرى كجزء من حركة حياة السود مهمة، وأعلن رسميًا فرض حظر التجول في المدينة.
في 25 أغسطس 2020، أطلق أحد سكان إلينوي النار على ثلاثة متظاهرين، فقتل اثنين منهم. تم القبض عليه ووجهت إليه تهمة القتل العمد، وتعريض سلامة الآخرين للخطر بشكل متهور وحيازة سلاح بشكل غير قانوني.